# 마리나 포로셴코
마리나 아나톨리이우나 포로셴코(우크라이나어: Марина Анатоліївна Порошенко, 결혼 전 성씨 페레베덴체바(우크라이나어: Переведенцева), 1962년 2월 1일~)는 2014년부터 2019년까지 우크라이나의 영부인이었던 우크라이나의 심장 전문의로, 전 우크라이나 대통령 페트로 포로셴코의 부인이다. 2019년에 남편이 대통령직에서 물러난 이후, 2020년 키이우 시의회 선거에 출마했으며, 키이우 시의회에서 유럽연대 소속 의원으로 활동하고 있다.